# Agonac

Agonac este o comună în departamentul Dordogne din sud-vestul Franței. În 2009 avea o populație de 1.637 de locuitori.

## Evoluția populației
| An        | 1975  | 1982  | 1990  | 1999  | 2006  | 2009  |
| --------- | ----- | ----- | ----- | ----- | ----- | ----- |
| Populație | 1.027 | 1.059 | 1.342 | 1.451 | 1.600 | 1.637 |